# Atletismo nos Jogos Paralímpicos de Verão de 2012 - 200 m feminino
As competições dos 200 metros feminino de atletismo nos Jogos Paralímpicos de Verão de 2012 foram disputadas entre os dias 31 de agosto e 8 de setembro no Estádio Olímpico de Londres, na capital britânica. Participaram desse evento atletas que foram divididas em 11 classes diferentes de deficiência.

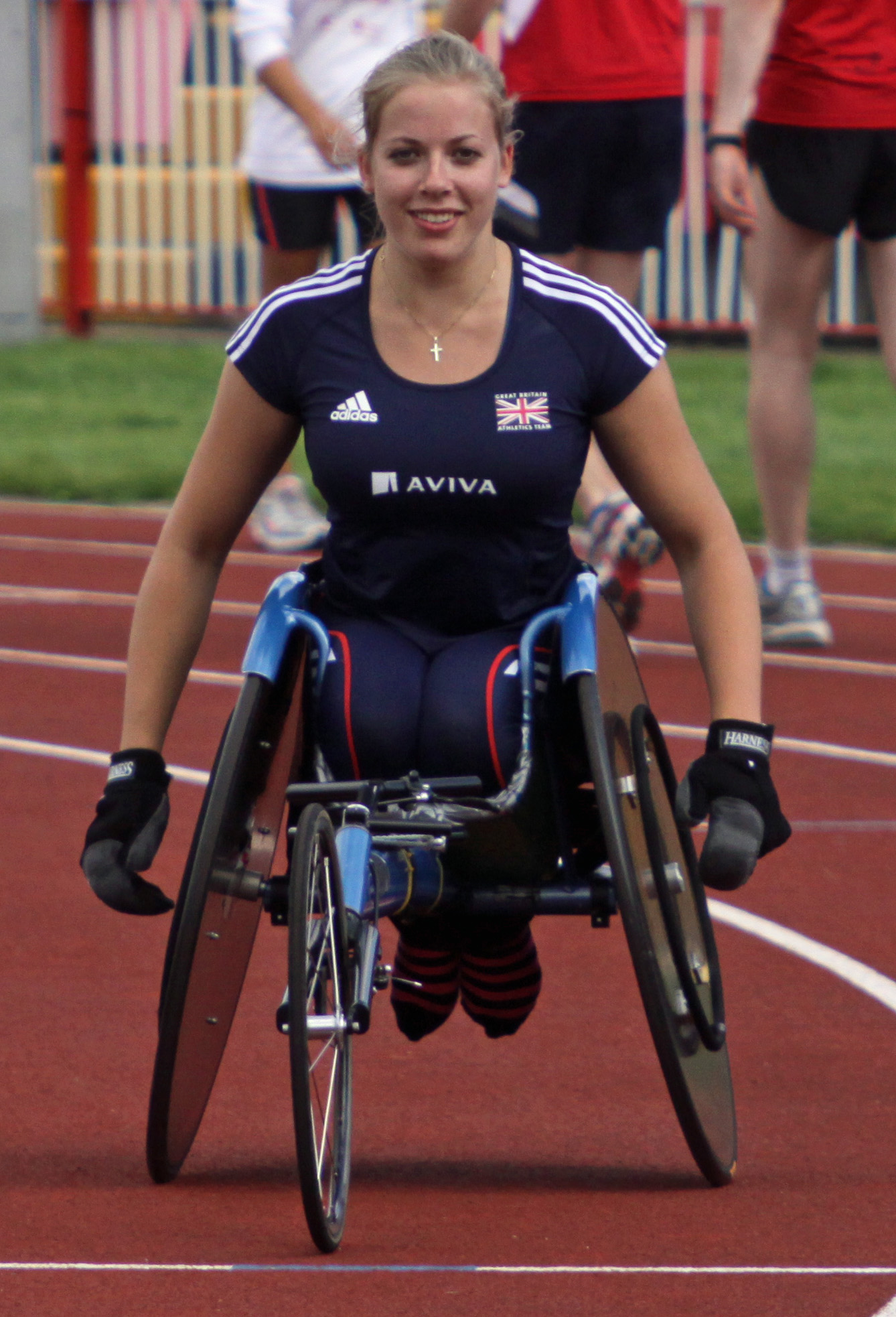
A britânica Hannah Cockroft conquistou a medalha de ouro nos 200 m classe T34.

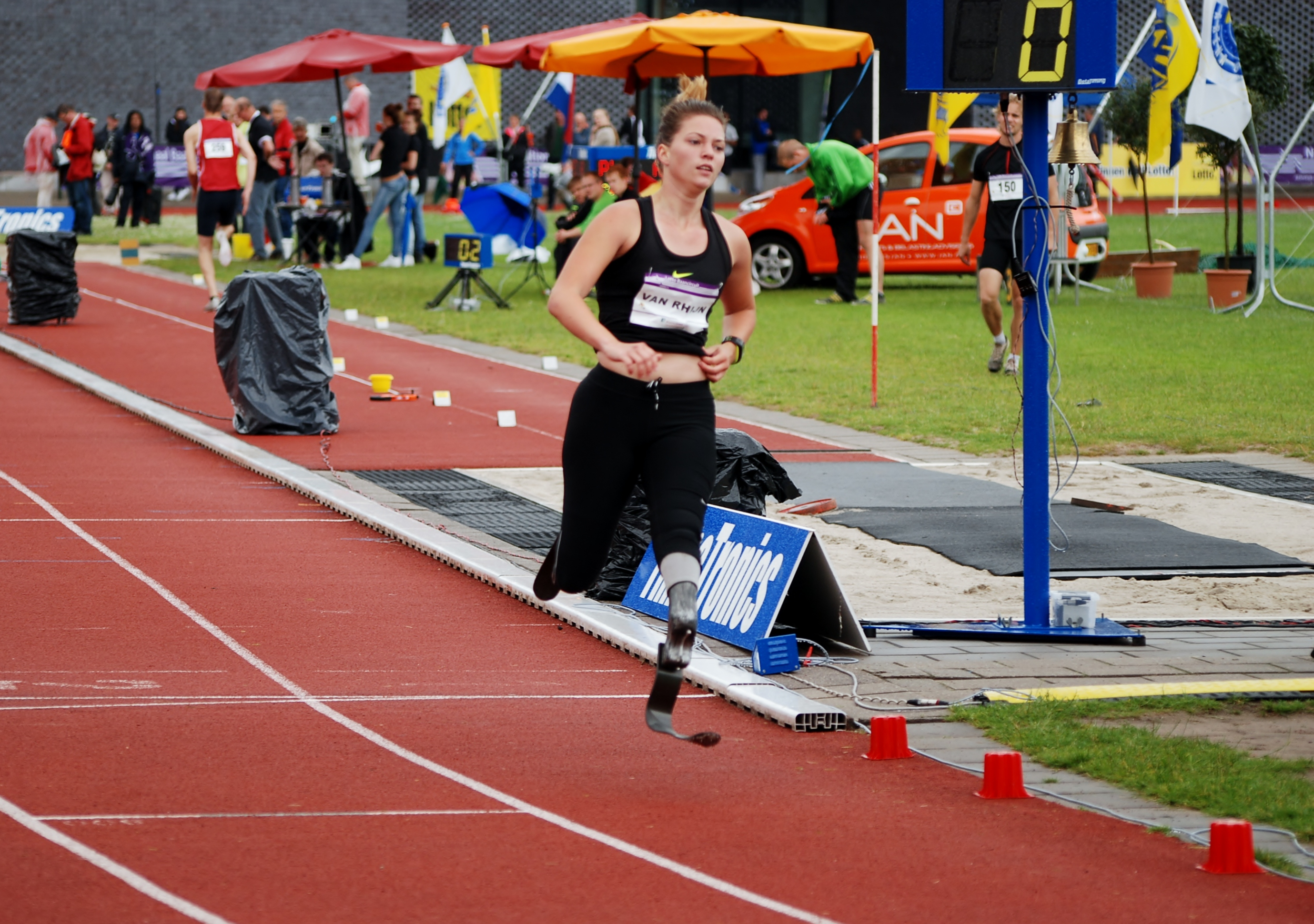
Representando os Países Baixos, Marlou van Rhijn conquistou a medalha de ouro nos 200 m classe T44.

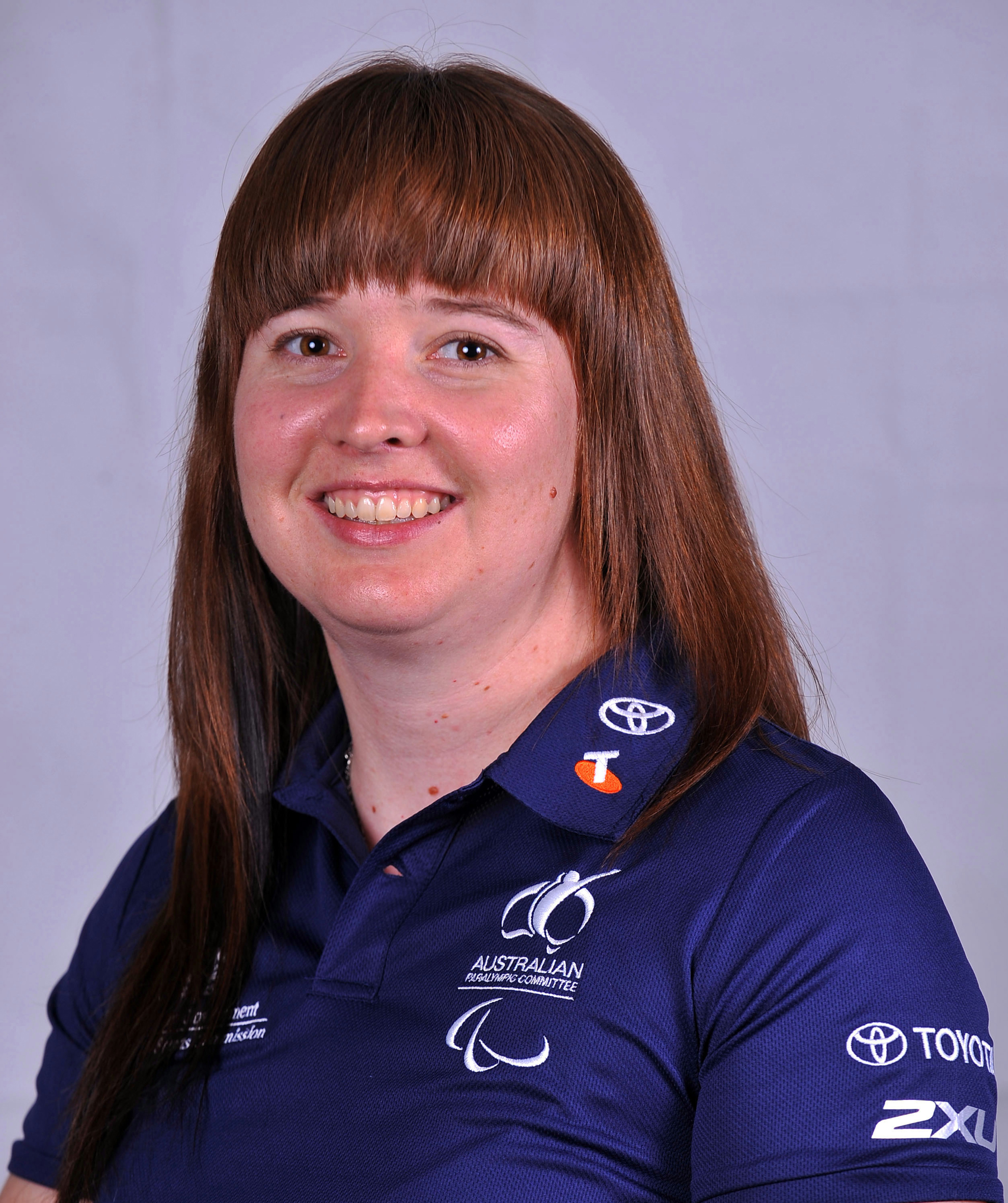
A australiana Angela Ballard conquistou a medalha de prata nos 200 m classe T53.

## Medalhistas

### Classe T11
| Ouro   | BRA Terezinha Guilhermina / Guilherme Soares de Santana (guia)  |
| Prata  | BRA Jerusa Geber Santos / Luiz Henrique Barboza da Silva (guia) |
| Bronze | CHN Jia Juntingxian / Xu Donglin (guia)                         |

### Classe T12
| Ouro   | FRA Assia El Hannouni / Gautier Simounet (guia) |
| Prata  | CHN Zhou Guohua / Li Jie (guia)                 |
| Bronze | CHN Zhu Daqing / Zhang Hui (guia)               |

### Classe T34
| Ouro   | GBR Hannah Cockroft |
| Prata  | NED Amy Siemons     |
| Bronze | NED Desiree Vranken |

### Classe T35
| Ouro   | CHN Liu Ping           |
| Prata  | ITA Oxana Corso        |
| Bronze | CAN Virginia McLachlan |

### Classe T36
| Ouro   | RUS Elena Ivanova       |
| Prata  | KOR Jeon Min Jae        |
| Bronze | GER Claudia Nicoleitzik |

### Classe T37
| Ouro   | NAM Johanna Benson   |
| Prata  | GBR Bethany Woodward |
| Bronze | GER Maria Seifert    |

### Classe T38
| Ouro   | CHN Chen Junfei          |
| Prata  | RUS Margarita Goncharova |
| Bronze | UKR Inna Stryzhak        |

### Classe T44
| Ouro   | NED Marlou van Rhijn    |
| Prata  | FRA Marie-Amelie le Fur |
| Bronze | GER Katrin Green        |

### Classe T46
| Ouro   | CUB Yunidis Castillo  |
| Prata  | POL Alicja Fiodorow   |
| Bronze | RSA Anrune Liebenberg |

### Classe T52
| Ouro   | CAN Michelle Stilwell |
| Prata  | BEL Marieke Vervoort  |
| Bronze | USA Kerry Morgan      |

### Classe T53
| Ouro   | CHN Huang Lisha    |
| Prata  | AUS Angela Ballard |
| Bronze | CHN Zhou Hongzhuan |

## T11

### Eliminatórias

#### Eliminatória 1
| Pos. | Atleta                                                  | País       | Tempo           | Notas |
| ---- | ------------------------------------------------------- | ---------- | --------------- | ----- |
| 1    | Terezinha Guilhermina Guia: Guilherme Soares de Santana | BRA Brasil | 24.89           | Q     |
| 2    | Maria Gomes da Silva Guia: Albano Pedro Zongo           | ANG Angola | 27.60           | q     |
| 3    | Paraskevi Kantza Guia: Theodoros Katsonopoulos          | GRE Grécia | 28.10           | q     |
|      |                                                         |            | Vento: +0.2 m/s |       |

#### Eliminatória 2
| Pos. | Atleta                                                   | País                | Tempo           | Notas           |
| ---- | -------------------------------------------------------- | ------------------- | --------------- | --------------- |
| 1    | Jerusa Geber Santos Guia: Luiz Henrique Barboza da Silva | BRA Brasil          | 26.96           | Q               |
| 2    | Esperança Gicaso Guia: Márcio José Fonseca Neto          | ANG Angola          | 28.45           | Recorde pessoal |
| 3    | Miroslava Sedlackova Guia: Michal Prochazka              | CZE República Checa | 28.57           | Recorde pessoal |
|      |                                                          |                     | Vento: -0.2 m/s |                 |

#### Eliminatória 3
| Pos. | Atleta                                                  | País          | Tempo           | Notas                |
| ---- | ------------------------------------------------------- | ------------- | --------------- | -------------------- |
| 1    | Jhulia Santos Guia: Fábio Dias de Oliveira Silva        | BRA Brasil    | 27.01           | Q                    |
| 2    | Yuki Temma Guia: Katsuyuki Kondo                        | JPN Japão     | 28.30           |                      |
| 3    | Katherina Taylor Guia: Hugo Lombardo                    | PAN Panamá    | 32.76           | Recorde da temporada |
| 4    | Vanessa Benavidez Hernández Guia: Gema Alvarado Estrada | NCA Nicarágua | 33.51           | Recorde da temporada |
|      |                                                         |               | Vento: +0.5 m/s |                      |

#### Eliminatória 4
| Pos. | Atleta                                                    | País             | Tempo           | Notas |
| ---- | --------------------------------------------------------- | ---------------- | --------------- | ----- |
| 1    | Jia Juntingxian Guia: Xu Donglin                          | CHN China        | 26.28           | Q     |
| 2    | Casandra Guadalupe Cruz Monroy Guia: Jovan Blancas Garcia | MEX México       | 27.11           | q     |
| 3    | Tracey Hinton Guia: Steffan Hughes                        | GBR Grã-Bretanha | 27.26           | q     |
|      |                                                           |                  | Vento: +1.2 m/s |       |

### Semifinais

#### Semifinal 1
| Pos. | Atleta                                                    | País       | Tempo           | Notas           |
| ---- | --------------------------------------------------------- | ---------- | --------------- | --------------- |
| 1    | Terezinha Guilhermina Guia: Guilherme Soares de Santana   | BRA Brasil | 24.92           | Q               |
| 2    | Jhulia Santos Guia: Fabio Dias de Oliveira Silva          | BRA Brasil | 26.70           | q               |
| 3    | Casandra Guadalupe Cruz Monroy Guia: Jovan Blancas Garcia | MEX México | 26.96           | Recorde pessoal |
| 4    | Paraskevi Kantza Guia: Theodoros Katsonopoulos            | GRE Grécia | 27.57           | Recorde pessoal |
|      |                                                           |            | Vento: +0.1 m/s |                 |

#### Semifinal 2
| Pos. | Atleta                                                   | País             | Tempo           | Notas |
| ---- | -------------------------------------------------------- | ---------------- | --------------- | ----- |
| 1    | Jia Juntingxian Guia: Xu Donglin                         | CHN China        | 26.25           | Q     |
| 2    | Jerusa Geber Santos Guia: Luiz Henrique Barboza da Silva | BRA Brasil       | 26.64           | q     |
| 3    | Tracey Hinton Guia: Steffan Hughes                       | GBR Grã-Bretanha | 27.38           |       |
| 4    | Maria Gomes Da Silva Guia: Albano Pedro Zongo            | ANG Angola       | 27.71           |       |
|      |                                                          |                  | Vento: +0.2 m/s |       |

### Final
| Pos.              | Atleta                                                   | País       | Tempo           | Notas               |
| ----------------- | -------------------------------------------------------- | ---------- | --------------- | ------------------- |
| Medalha de ouro   | Terezinha Guilhermina Guia: Guilherme Soares de Santana  | BRA Brasil | 24.82           | Recorde paralímpico |
| Medalha de prata  | Jerusa Geber Santos Guia: Luiz Henrique Barboza da Silva | BRA Brasil | 26.32           |                     |
| Medalha de bronze | Jia Juntingxian Guia: Xu Donglin                         | CHN China  | 26.33           |                     |
| 4                 | Jhulia Santos Guia: Fábio Dias de Oliveira Silva         | BRA Brasil | 26.65           | Recorde pessoal     |
|                   |                                                          |            | Vento: +0.4 m/s |                     |

## T12

### Eliminatórias

#### Eliminatória 1
| Pos. | Atleta                                                               | País             | Tempo           | Notas           |
| ---- | -------------------------------------------------------------------- | ---------------- | --------------- | --------------- |
| 1    | Assia El Hannouni Guia: Gautier Simounet                             | FRA França       | 24.80           | Q               |
| 2    | Zhou Guohua Guia: Li Jie                                             | CHN China        | 24.89           | q               |
| 3    | Volha Zinkevich                                                      | BLR Bielorrússia | 26.97           | Recorde pessoal |
| 4    | Daniela Eugenia Velasco Maldonado Guia: Jose Guadalupe Fuentes Ortíz | MEX México       | 26.97           |                 |
|      |                                                                      |                  | Vento: -0.1 m/s |                 |

#### Eliminatória 2
| Pos. | Atleta                                                | País           | Tempo           | Notas           |
| ---- | ----------------------------------------------------- | -------------- | --------------- | --------------- |
| 1    | Oxana Boturchuk                                       | UKR Ucrânia    | 25.20           | Q               |
| 2    | Alice de Oliveira Correa Guia: Diogo Cardoso da Silva | BRA Brasil     | 25.92           | Recorde pessoal |
| 3    | Hanka Kolnikova Guia: Jan Surgac                      | SVK Eslováquia | 26.32           |                 |
| 4    | Maria Elisa Muchavo                                   | MOZ Moçambique | 28.28           | Recorde pessoal |
|      |                                                       |                | Vento: +0.9 m/s |                 |

#### Eliminatória 3
| Pos. | Atleta                                         | País             | Tempo           | Notas           |
| ---- | ---------------------------------------------- | ---------------- | --------------- | --------------- |
| 1    | Zhu Daqing Guia: Zhang Hui                     | CHN China        | 24.80           | Q =             |
| 2    | Libby Clegg Guia: Mikail Huggins               | GBR Grã-Bretanha | 25.10           | Recorde pessoal |
| 3    | Elisabetta Stefanini Guia: Massimo di Marcello | ITA Itália       | 27.14           |                 |
| 4    | Hanah Ngendo Mwangi                            | KEN Quênia       | DQ              |                 |
|      |                                                |                  | Vento: -0.6 m/s |                 |

### Final
| Pos.              | Atleta                                   | País        | Tempo           | Notas            |
| ----------------- | ---------------------------------------- | ----------- | --------------- | ---------------- |
| Medalha de ouro   | Assia El Hannouni Guia: Gautier Simounet | FRA França  | 24.46           | Recorde mundial  |
| Medalha de prata  | Zhou Guohua Guia: Li Jie                 | CHN China   | 24.66           | Recorde asiático |
| Medalha de bronze | Zhu Daqing Guia: Zhang Hui               | CHN China   | 24.88           |                  |
| 04 !              | Oxana Boturchuk                          | UKR Ucrânia | 24.92           | Recorde pessoal  |
|                   |                                          |             | Vento: +0.3 m/s |                  |

## T34

### Eliminatórias

#### Eliminatória 1
| Pos. | Atleta               | Tempo           | Notas |
| ---- | -------------------- | --------------- | ----- |
| 1    | AUS Rosemary Little  | 34.69           | Q     |
| 2    | NED Amy Siemons      | 34.88           | Q     |
| 3    | TUN Yousra Ben Jemaa | 36.81           | Q     |
| 4    | GBR Melissa Nicholls | 39.41           | q     |
| 5    | USA Carleigh Dewald  | 40.36           | q     |
| 6    | JPN Haruka Kitaura   | 41.89           |       |
|      |                      | Vento: +0.9 m/s |       |

#### Eliminatória 2
| Pos. | Atleta              | Tempo           | Notas |
| ---- | ------------------- | --------------- | ----- |
| 1    | GBR Hannah Cockroft | 33.20           | Q     |
| 2    | NED Desiree Vranken | 35.56           | Q     |
| 3    | CAN Rachael Burrows | 39.59           | Q     |
| 4    | USA Kristen Messer  | 40.45           |       |
| 5    | AUS Kristy Pond     | 43.92           |       |
|      |                     | Vento: -0.1 m/s |       |

### Final
| Pos.              | Atleta               | Tempo           | Notas               |
| ----------------- | -------------------- | --------------- | ------------------- |
| Medalha de ouro   | GBR Hannah Cockroft  | 31.90           | Recorde paralímpico |
| Medalha de prata  | NED Amy Siemons      | 34.16           |                     |
| Medalha de bronze | NED Desiree Vranken  | 34.85           | Recorde pessoal     |
| 4                 | AUS Rosemary Little  | 35.08           |                     |
| 5                 | TUN Yousra Ben Jemaa | 37.68           |                     |
| 6                 | CAN Rachael Burrows  | 38.51           |                     |
| 7                 | GBR Melissa Nicholls | 40.00           |                     |
| 8                 | USA Carleigh Dewald  | 41.53           |                     |
|                   |                      | Vento: +0.7 m/s |                     |

## T35
| Pos.              | Atleta                            | Tempo        | Notas              |
| ----------------- | --------------------------------- | ------------ | ------------------ |
| Medalha de ouro   | CHN Liu Ping                      | 32.72        |                    |
| Medalha de prata  | ITA Oxana Corso                   | 33.68        | Recorde europeu    |
| Medalha de bronze | CAN Virginia McLachlan            | 34.31        | Recorde da América |
| 4                 | GBR Sophia Warner                 | 35.25        | Recorde pessoal    |
| 5                 | CZE Anna Luxova                   | 35.43        | Recorde pessoal    |
| 6                 | AUS Erinn Walters                 | 36.31        |                    |
| 7                 | AUS Rachael Dodds                 | 36.75        |                    |
| 8                 | MEX Fatima Del Rocio Pérez Garcia | 37.60        |                    |
|                   |                                   | Vento: 0 m/s |                    |

## T36

### Eliminatórias

#### Eliminatória 1
| Pos. | Atleta                   | Tempo           | Notas |
| ---- | ------------------------ | --------------- | ----- |
| 1    | GER Claudia Nicoleitzik  | 31.50           | Q     |
| 2    | ARG Nadia Schaus         | 31.87           | Q     |
| 3    | GBR Hazel Robson         | 32.03           | Q     |
| 4    | HKG Yu Chun Lai          | 34.57           | q     |
| 5    | RUS Aygyul Sakhibzadaeva | 34.99           |       |
|      |                          | Vento: +0.8 m/s |       |

#### Eliminatória 2
| Pos. | Atleta                     | Tempo           | Notas           |
| ---- | -------------------------- | --------------- | --------------- |
| 1    | RUS Elena Ivanova          | 30.08           | Q               |
| 2    | KOR Jeon Min Jae           | 30.67           | Q               |
| 3    | ARG Yanina Andrea Martínez | 31.48           | Q               |
| 4    | JPN Yuki Kato              | 32.97           | q               |
| 5    | KAZ Ainur Baiduldayeva     | 35.95           | Recorde pessoal |
|      |                            | Vento: +1.1 m/s |                 |

### Final
| Pos.              | Atleta                     | Tempo        | Notas |
| ----------------- | -------------------------- | ------------ | ----- |
| Medalha de ouro   | RUS Elena Ivanova          | 30.25        |       |
| Medalha de prata  | KOR Jeon Min Jae           | 31.08        |       |
| Medalha de bronze | GER Claudia Nicoleitzik    | 32.08        |       |
| 4                 | GBR Hazel Robson           | 32.46        |       |
| 5                 | JPN Yuki Kato              | 33.41        |       |
| 6                 | HKG Yu Chun Lai            | 35.32        |       |
| 7 !               | ARG Yanina Andrea Martínez | DQ           |       |
| 8 !               | ARG Nadia Schaus           | DQ           |       |
|                   |                            | Vento: 0 m/s |       |

## T37

### Eliminatórias

#### Eliminatória 1
| Pos. | Atleta                         | Tempo           | Notas           |
| ---- | ------------------------------ | --------------- | --------------- |
| 1    | GER Maria Seifert              | 29.87           | Q               |
| 2    | UKR Oksana Krechunyak          | 30.02           | Q               |
| 3    | UKR Viktoriya Kravchenko       | 30.33           | Q               |
| 4    | RUS Anastasiya Ovsyannikova    | 30.99           |                 |
| 5    | GBR Katrina Hart               | 31.04           |                 |
| 6    | ISL Matthildur Þorsteinsdóttir | 32.16           | Recorde pessoal |
| 7    | IRL Heather Jameson            | 32.76           |                 |
| 8 !  | RUS Evgeniya Trushnikova       | DQ              |                 |
|      |                                | Vento: -0.7 m/s |                 |

#### Eliminatória 2
| Pos. | Atleta                | Tempo           | Notas                |
| ---- | --------------------- | --------------- | -------------------- |
| 1    | NAM Johanna Benson    | 29.39           | Q                    |
| 2    | GBR Bethany Woodward  | 29.50           | Q                    |
| 3    | GBR Jenny McLoughlin  | 29.73           | Q                    |
| 4    | TUN Neda Bahi         | 30.00           | q                    |
| 5    | UKR Maryna Snisar     | 30.56           | q                    |
| 6    | RUS Svetlana Sergeeva | 30.84           | Recorde da temporada |
| 7    | GER Isabelle Foerder  | 30.91           | PB                   |
|      |                       | Vento: +0.3 m/s |                      |

### Final
| Pos.              | Atleta                   | Tempo           | Notas            |
| ----------------- | ------------------------ | --------------- | ---------------- |
| Medalha de ouro   | NAM Johanna Benson       | 29.26           | Recorde africano |
| Medalha de prata  | GBR Bethany Woodward     | 29.65           |                  |
| Medalha de bronze | GER Maria Seifert        | 29.86           | Recorde pessoal  |
| 4                 | UKR Oksana Krechunyak    | 29.89           | Recorde pessoal  |
| 5                 | GBR Jenny McLoughlin     | 30.08           |                  |
| 6                 | UKR Viktoriya Kravchenko | 30.09           | Recorde pessoal  |
| 7                 | TUN Neda Bahi            | 30.28           |                  |
| 8                 | UKR Maryna Snisar        | 30.76           |                  |
|                   |                          | Vento: +0.4 m/s |                  |

## T38

### Eliminatória 1
| Pos. | Atleta                   | Tempo           | Notas |
| ---- | ------------------------ | --------------- | ----- |
| 1    | UKR Inna Stryzhak        | 28.91           | Q     |
| 2    | RUS Margarita Goncharova | 29.06           | Q     |
| 3    | CHN Xiong Dezhi          | 29.10           | Q     |
| 4    | AUS Torita Isaac         | 29.36           | q     |
| 5    | GBR Olivia Breen         | 29.75           | q     |
| 6    | BRA Jenifer Santos       | 32.03           |       |
|      |                          | Vento: +0.5 m/s |       |

### Eliminatória 2
| Pos. | Atleta                         | Tempo           | Notas |
| ---- | ------------------------------ | --------------- | ----- |
| 1    | CHN Chen Junfei                | 28.29           | Q     |
| 2    | GER Tamira Slaby               | 28.63           | Q     |
| 3    | TUN Sonia Mansour              | 29.10           | Q     |
| 4    | AUS Katie Parrish              | 30.94           |       |
| 5    | MAS Norsyazwani Binti Abdullah | 31.83           |       |
|      |                                | Vento: +0.2 m/s |       |

### Final
| Pos.              | Atleta                   | Tempo           | Notas           |
| ----------------- | ------------------------ | --------------- | --------------- |
| Medalha de ouro   | CHN Chen Junfei          | 27.39           | Recorde mundial |
| Medalha de prata  | RUS Margarita Goncharova | 27.82           | Recorde pessoal |
| Medalha de bronze | UKR Inna Stryzhak        | 28.18           | Recorde pessoal |
| 4                 | CHN Xiong Dezhi          | 28.62           | Recorde pessoal |
| 5                 | GER Tamira Slaby         | 29.14           |                 |
| 6                 | TUN Sonia Mansour        | 29.32           |                 |
| 7                 | AUS Torita Isaac         | 29.78           |                 |
| 8                 | GBR Olivia Breen         | 30.22           |                 |
|                   |                          | Vento: -0.7 m/s |                 |

## T44

### Eliminatórias

#### Eliminatória 1
| Pos. | Atleta               | Tempo           | Notas |
| ---- | -------------------- | --------------- | ----- |
| 1    | NED Marlou van Rhijn | 26.97           | Q     |
| 2    | GER Katrin Green     | 27.89           | Q     |
| 3    | GBR Sophie Kamlish   | 29.62           | Q     |
| 4    | JPN Maya Nakanishi   | 30.10           |       |
| 5 !  | CAM Seng Hon Thin    | DQ              |       |
|      |                      | Vento: -0.7 m/s |       |

#### Eliminatória 2
| Pos. | Atleta                  | Tempo        | Notas |
| ---- | ----------------------- | ------------ | ----- |
| 1    | FRA Marie-Amelie le Fur | 27.49        | Q     |
| 2    | USA April Holmes        | 28.49        | Q     |
| 3    | NED Suzan Verduijn      | 28.92        | Q     |
| 4    | GBR Stef Reid           | 28.97        | q     |
| 5    | JPN Saki Takakuwa       | 29.37        | q     |
|      |                         | Vento: 0 m/s |       |

### Final
| Pos.              | Atleta                  | Tempo           | Notas           |
| ----------------- | ----------------------- | --------------- | --------------- |
| Medalha de ouro   | NED Marlou van Rhijn    | 26.18           | Recorde mundial |
| Medalha de prata  | FRA Marie-Amelie le Fur | 26.76           | Recorde mundial |
| Medalha de bronze | GER Katrin Green        | 27.53           | Recorde pessoal |
| 4                 | GBR Stef Reid           | 28.62           | Recorde pessoal |
| 5                 | NED Suzan Verduijn      | 28.74           | Recorde pessoal |
| 6                 | GBR Sophie Kamlish      | 29.08           | Recorde pessoal |
| 7                 | JPN Saki Takakuwa       | 29.71           |                 |
| 8 !               | USA April Holmes        | DNS             |                 |
|                   |                         | Vento: +1.0 m/s |                 |

## T46

### Eliminatórias

#### Eliminatória 1
| Pos. | Atleta                              | Tempo           | Notas |
| ---- | ----------------------------------- | --------------- | ----- |
| 1    | RUS Nikol Rodomakina                | 26.21           | Q     |
| 2    | CHN Wang Yanping                    | 26.55           | Q     |
| 3    | POL Katarzyna Piekart               | 27.21           | Q     |
| 4    | GBR Sally Brown                     | 27.78           |       |
| 5    | SRI Amara Lallwala Palliyagurunnans | 29.36           |       |
| 6    | NEP Maiya Bisunkhe                  | 36.32           |       |
|      |                                     | Vento: -1.6 m/s |       |

#### Eliminatória 2
| Pos. | Atleta                  | Tempo        | Notas |
| ---- | ----------------------- | ------------ | ----- |
| 1    | CUB Yunidis Castillo    | 24.81        | Q     |
| 2    | RSA Anrune Liebenberg   | 25.79        | Q     |
| 3    | POL Alicja Fiodorow     | 25.92        | Q     |
| 4    | NGR Unyime Uwak         | 26.65        | q     |
| 5    | RUS Alexandra Moguchaya | 27.48        | q     |
| 6    | ETH Yengus Dese Azenaw  | 29.96        |       |
|      |                         | Vento: 0 m/s |       |

### Final
| Pos.              | Atleta                  | Tempo           | Notas            |
| ----------------- | ----------------------- | --------------- | ---------------- |
| Medalha de ouro   | CUB Yunidis Castillo    | 24.45           | Recorde mundial  |
| Medalha de prata  | POL Alicja Fiodorow     | 25.49           | Recorde europeu  |
| Medalha de bronze | RSA Anrune Liebenberg   | 25.55           | Recorde africano |
| 4                 | RUS Nikol Rodomakina    | 25.56           | Recorde pessoal  |
| 5                 | CHN Wang Yanping        | 26.38           | Recorde asiático |
| 6                 | NGR Unyime Uwak         | 26.65           | =                |
| 7                 | POL Katarzyna Piekart   | 27.18           | Recorde pessoal  |
| 8                 | RUS Alexandra Moguchaya | 27.47           | Recorde pessoal  |
|                   |                         | Vento: -0.6 m/s |                  |

## T52
| Pos.              | Atleta                | Tempo           | Notas                |
| ----------------- | --------------------- | --------------- | -------------------- |
| Medalha de ouro   | CAN Michelle Stilwell | 33.80           | Recorde paralímpico  |
| Medalha de prata  | BEL Marieke Vervoort  | 34.83           | Recorde europeu      |
| Medalha de bronze | USA Kerry Morgan      | 36.49           |                      |
| 4                 | USA Cassie Mitchell   | 37.75           | Recorde pessoal      |
| 5                 | JPN Teruyo Tanaka     | 39.04           | Recorde da temporada |
| 6                 | JPN Yuka Kiyama       | 41.56           | Recorde da temporada |
| 7                 | USA Cheryl Leitner    | 42.62           |                      |
|                   |                       | Vento: -0.3 m/s |                      |

## T53
| Pos.              | Atleta                   | Tempo           | Notas              |
| ----------------- | ------------------------ | --------------- | ------------------ |
| Medalha de ouro   | CHN Huang Lisha          | 29.18           | Recorde pessoal    |
| Medalha de prata  | AUS Angela Ballard       | 29.35           | Recorde da Oceania |
| Medalha de bronze | CHN Zhou Hongzhuan       | 29.40           | Recorde pessoal    |
| 4                 | USA Jessica Galli        | 29.82           |                    |
| 5                 | USA Anjali Forber Pratt  | 30.27           |                    |
| 6                 | AUS Madison de Rozario   | 30.33           | Recorde pessoal    |
| 7                 | GHA Anita Fordjour       | 34.31           | Recorde africano   |
| 8                 | BER Jessica Cooper Lewis | 34.76           |                    |
|                   |                          | Vento: +0.7 m/s |                    |

Legenda
| Recorde mundial      | Recorde mundial (World record)               |                       | Recorde africano                      | Recorde africano (African) |                                           | Q | Classificado por posição (Qualified) |
| Recorde paralímpico  | Recorde paralímpico (Paralympic record)      | Recorde da América    | Recorde da América (Americas)         | q                          | Classificado por melhor tempo (Qualified) |   |                                      |
| Melhor marca do ano  | Melhor marca do ano (World leading)          | Recorde asiático      | Recorde asiático (Asian)              | DNS                        | Não largou (Did not start)                |   |                                      |
| Recorde nacional     | Recorde nacional (National record)           | Recorde europeu       | Recorde europeu (European)            | DNF                        | Não terminou (Did not finish)             |   |                                      |
| Recorde pessoal      | Recorde pessoal do atleta (Personal best)    | Recorde da Oceania    | Recorde da Oceania (Oceania)          | DSQ / DQ                   | Desclassificado (Disqualified)            |   |                                      |
| Recorde da temporada | Recorde da temporada do atleta (Season best) | Recorde sul-americano | Recorde sul-americano (South America) | NM                         | Sem marca (No mark)                       |   |                                      |